# Johann Friedrich Hennicke
Johann Friedrich Hennicke (* 19. November 1764 in Göttingen; † 18. März 1848 in Gotha) war ein deutscher Gymnasiallehrer und Redakteur.

## Leben
Hennicke besuchte das Göttinger Gymnasium. 1784 wechselte er an die Universität Göttingen. Dort studierte er insbesondere Philologie, Geographie und Geschichte und stand unter dem Einfluss von Christian Gottlob Heyne, der ihn in sein Philologisches Seminar aufnahm und dessen beiden jüngsten Töchter er unterrichten durfte. 1788 gewann er mit der Schrift De Geographia Africae Herodotea den Fakultätspreis. 1789 unternahm er eine Reise über Hannover, Lüneburg und Hamburg, wobei ihm eine Professur an der Gelehrtenschule des Johanneums angeboten wurde, die er auf Heynes Rat hin aber ausschlug. Hennicke nahm daraufhin einerseits eine Stelle als Hauslehrer bei Georg Friedrich von Martens an und wurde zugleich Unterbibliothekar an der Universitätsbibliothek Göttingen, an der er weitere Studien unternehmen konnte. 1791 wurde er in Göttingen mit der Dissertation Geographicorum Strabonis fides zum Doktor der Philosophie promoviert. Außerdem habilitierte er sich an der Philosophischen Fakultät.
Hennicke wurde, noch bevor er seine Vorlesungen an der Universität Göttingen aufnehmen konnte, auf Vermittlung von Heyne durch Josias Friedrich Löffler eine Stelle als Lehrer am Gymnasium Ernestinum in Gotha übertragen. Dort waren seine Universitätsfreunde Friedrich Jacobs, Friedrich Christian Kries und Friedrich von Schlichtegroll seine Kollegen. Durch Schlichtergroll wurde er Mitglied der Freimaurerloge Ernst zum Compaß und kam außerdem mit Rudolph Zacharias Becker in Kontakt. 1792/1793 wurde er neben seiner Lehrerstelle am Gymnasium zum Redakteur des Allgemeinen Anzeigers. Auf Bitten von Franz Xaver von Zach übernahm er 1798 zudem die Redaktion der Allgemeinen Geographischen Ephemeriden unter dem Verleger Friedrich Justin Bertuch. Aufgrund dieses Engagements und der wachsenden Bedeutung des Allgemeinen Anzeigers gab er im November 1798 die Lehrerstelle am Gymnasium auf. 1799 wechselte er von der Redaktion der Allgemeinen Geographischen Ephemeriden zu der bei Becker unter Zachs Herausgeberschaft erscheinenden Zeitschrift Monatliche Correspondenz zur Beförderung der Erd- und Himmels-Kunde. Ab 1830 trat Beckers Sohn Friedrich Gottlieb Becker in die Redaktion des Allgemeinen Anzeigers mit ein, der den Verlag seines Vaters nach dessen Tod übernommen hatte. 1839 musste Hennicke die Redaktionsarbeit ganz aufgeben, da er zunehmend erblindete. 1843 erlitt er außerdem eine Schlaganfall und war danach halbseitig gelähmt.
Hennicke wurde mit dem Titel eine großherzoglich sächsischen Legationsrat ausgezeichnet. Er machte sich außerdem um die Freilassung von Rudolph Zacharias Becker verdient, nachdem dieser 1811 durch die Franzosen verhaftet wurde. Becker war bis 1813 in Haft.

## Werke (Auswahl)
- De Geographia Africae Herodotea, Dieterich, Göttingen 1788.
- Geographicorum Strabonis fides, Rosenbusch, Göttingen 1791 (online).